# Krystyna Pałka
Krystyna Pałka (Zakopane, 16 agosto 1983) è un'ex biatleta polacca.
Dopo il matrimonio con Grzegorz Guzik, a sua volta biatleta, dalla stagione 2014-2015 ha assunto il cognome del coniuge e si è iscritta alle gare come Krystyna Guzik.

## Biografia

### Stagioni 2001-2011
Krystyna Pałka, originaria di Czerwienne di Czarny Dunajec e attiva dalla stagione 2000-2001, ha esordito in Coppa del Mondo il 4 dicembre 2003 a Kontiolahti in sprint (71ª) e ai Campionati mondiali a Oberhof 2004, dove si è classificata 46ª nell'individuale e 8ª nella staffetta; l'anno dopo nella rassegna iridata di Hochfilzen/Chanty-Mansijsk 2005 si è piazzata 20ª nell'individuale, 24ª nella sprint, 27ª nell'inseguimento, 28ª nella partenza in linea, 12ª nella staffetta e 8ª nella staffetta mista. Ai XX Giochi olimpici invernali di Torino 2006, suo esordio olimpico, è stata 5ª nell'individuale, 25ª nella sprint, 37ª nell'inseguimento, 30ª nella partenza in linea e 7ª nella staffetta; nella stessa stagione ai Mondiali di Pokljuka 2006 si è classificata 8ª nella staffetta mista.
Ai Mondiali di Anterselva 2007 si è piazzata 25ª nell'individuale, 34ª nella sprint, 21ª nell'inseguimento, 17ª nella partenza in linea, 10ª nella staffetta e 11ª nella staffetta mista e a quelli di Östersund 2008 21ª nell'individuale, 54ª nella sprint, 54ª nell'inseguimento, 7ª nella staffetta e 6ª nella staffetta mista; ha ottenuto il primo podio in Coppa del Mondo il 21 dicembre 2008 a Hochfilzen in staffetta (3ª) e ai successivi Mondiali di Pyeongchang 2009 è stata 57ª nella sprint, 45ª nell'inseguimento e 6ª nella staffetta. Ai XXI Giochi olimpici invernali di Vancouver 2010 si è classificata 15ª nell'individuale, 20ª nella sprint, 23ª nell'inseguimento, 19ª nella partenza in linea e 11ª nella staffetta.

### Stagioni 2012-2018
Ai Mondiali di Ruhpolding 2012 si è piazzata 65ª nell'individuale, 21ª nella sprint, 27ª nell'inseguimento, 25ª nella partenza in linea, 9ª nella staffetta e 13ª nella staffetta mista e a quelli di Nové Město na Moravě 2013 ha vinto la medaglia d'argento nell'inseguimento ed è stata 22ª nell'individuale, 7ª nella sprint, 7ª nella partenza in linea, 9ª nella staffetta e 9ª nella staffetta mista; ai XXII Giochi olimpici invernali di Soči 2014 si è classificata 10ª nell'individuale, 32ª nella sprint, 33ª nell'inseguimento, 18ª nella partenza in linea, 9ª nella staffetta e 12ª nella staffetta mista e l'anno dopo ai Mondiali di Kontiolahti 2015 si è piazzata 14ª nell'individuale, 5ª nella sprint, 8ª nell'inseguimento, 16ª nella partenza in linea e 12ª nella staffetta.

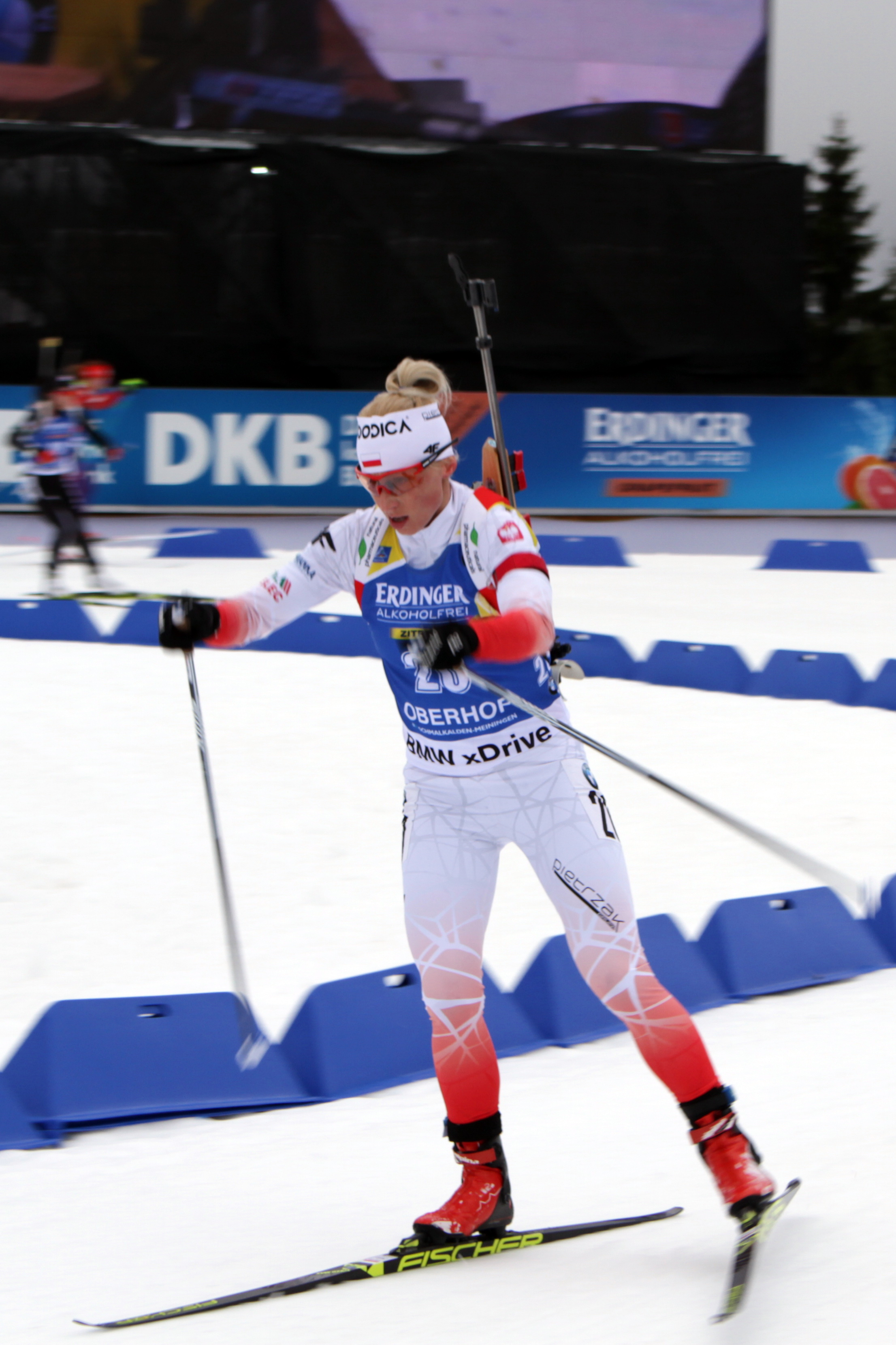
Krystyna Pałka in gara a Oberhof nel 2018

Ha ottenuto l'ultimo podio in Coppa del Mondo l'11 febbraio 2016 a Presque Isle in sprint (3ª) e ai successivi Mondiali di Oslo 2016 è stata 7ª nell'individuale, 60ª nella sprint, 19ª nella partenza in linea, 4ª nella staffetta e 20ª nella staffetta mista; l'anno dopo nella sua ultima partecipazione iridata, Hochfilzen 2017, si è classificata 52ª nell'individuale, 53ª nella sprint, 47ª nell'inseguimento e 7ª nella staffetta. Ha preso per l'ultima volta il via in Coppa del Mondo il 13 gennaio 2018 a Ruhpolding in staffetta (5ª) e ai successivi XXIII Giochi olimpici invernali di Pyeongchang 2018, suo congedo olimpico, si è piazzata 52ª nell'individuale, 28ª nella sprint, 36ª nell'inseguimento e 7ª nella staffetta; si è ritirata al termine di quella stessa stagione 2017-2018 e la sua ultima gara in carriera è stata la sprint dei Mondiali estivi di Nové Město na Moravě 2018, disputata il 25 agosto e chiusa dalla Pałka al 39º posto.

## Palmarès

### Mondiali
- 1 medaglia:
  - 1 argento (inseguimento[2] a Nové Město na Moravě 2013)

### Mondiali militari
- 3 medaglie:
  -  2 ori
  -  1 bronzo[senza fonte]

### Europei
- 1 medaglia[1]:
  - 1 bronzo (staffetta mista individuale a Duszniki-Zdrój 2017)

### Coppa del Mondo
- Miglior piazzamento in classifica generale: 10ª nel 2016
- 4 podi (3 individuali, 1 a squadre), oltre a quello conquistato in sede iridata e valido anche ai fini della Coppa del Mondo:
  - 1 secondo posto (individuale)
  - 3 terzi posti (2 individuali, 1 a squadre)